# Apheidas (Kentaur)
Apheidas (altgriechisch Ἀφείδας Apheídas) ist eine Gestalt der griechischen Mythologie.
Apheidas war einer der Kentauren, die an der Hochzeitsfeier des Peirithoos teilnahmen. Doch als es zwischen den Kentauren und den Lapithen zu einem blutigen Kampf kam (Kentauromachie), war Apheidas vom Wein derartig berauscht, dass er auf einem Bärenfell liegend weiterschlief, ohne den Kampfeslärm zu vernehmen. Der Lapith Phorbas traf ihn also, noch einen Becher Wein in der Hand haltend, schlafend an und durchbohrte ihn in dieser Stellung mit einem Speer.